# Quintus Aelius Tubero (tribun)
Quintus Aelius Tubero est un homme politique de la République romaine au IIe siècle av. J.-C. Il est le petit-fils de Paul-Émile, conquérant de la Macédoine, et par sa mère Émilia le neveu de Scipion Émilien, vainqueur de Carthage et de Numance. 

## Biographie
Passionné de philosophie, il suit les enseignements du philosophe grec stoïcien Panétius, installé à Rome auprès des Scipions et adopte cette doctrine.
Ami de Tiberius Gracchus, il s’en sépare en 133 av. J.-C. pour des divergences politiques.
En 130 ou en 129 av. J.-C., il est tribun de la plèbe. Il s’oppose à l'avis de son oncle Scipion, et décide que les augures ne doivent pas être dispensés, par leurs fonctions, de juger dans les tribunaux.
Puis à une date indéterminée, Il est candidat à la préture, mais échoue pour s’être montré par affectation de stoïcisme vêtu comme un pauvre lors des funérailles de son oncle Scipion Émilien en 129. Sa carrière politique s'arrête alors.
Cicéron met Tubero au nombre des participants des dialogues du De Republica.